# Éditions Larousse
Éditions Larousse er et fransk forlag i Paris, der hovedsageligt udgiver ordbøger, encyklopædier, faglexika, fagbøger og skolebøger.

## Historie
Forlagets historie går tilbage til 1852, hvor det blev grundlagt af Pierre Larousse og Augustin Boyer, under navnet Librairie Larousse et Boyer. Indtil 1983 var det et selvstændigt foretagende, men blev siden overtaget af „C.E.P Communication“, fra 1998 den franske mediekoncern Vivendi, og i 2004 opkøbt af Hachette Livre (som hører under Groupe Lagardère).

## Forlagets logo
Forlagets oprindelige symbol er en ung kvinde, der blæser støvdragerne af en mælkebøtte ("La semeuse", såersken). Indtil 1993 var logoet ledsaget af et motto: "Je sème à tout vent" ("Jeg sår ud med alle vinde").

## Publikationer
De mest kendte værker
- Petit Larousse, eller Petit Larousse illustré . En encyklopædisk ordbog i ét bind, og den mest solgte ordbog i Frankrig. Førsteudgaven udkom i 1905.
- Grand Larousse illustré, encyklopædi i tre bind med 85.000 artikler, udgives sammen med en multimedie-version.
- Encyclopédie Universelle Larousse, en multimedie-encyklopædi med 150.000 artikler; de tre udgaver „Edition Prestige“, „l'Intégrale“ og „l'Essentielle“ med flere eller færre multimedie-filer.
- Ordbøger for tysk, engelsk, italiensk, catalansk, portugisisk, spansk m.fl..

Kendte, men ikke længere udgivne værker
- Grand dictionnaire universel du XIX. siècle (1864-76, 15.bind.; Supplemente 1878 og 1887). Encyklopædien, der gjorde forlaget berømt.
- Grand Larousse encyclopédique, Grand Dictionnaire encyclopédique Larousse og Grand Larousse universel, mellem 1960 og 1982 (?) udgivet encyklopædi i 10-15 bind.

### Online version
I maj 2008 lancerede Larousse deres encyklopædi online, der foruden det verificerede materiale fra den trykte udgave også rummer nyere bidrag. Til forskel fra Wikipedia er hver artikel signeret af en forfatter, som forbliver den eneste med autorisation til at modificere artiklen.

## Eksterne links
- Editions Larousse (fransk)
- Grand dictionnaire universel du XIX. siècle online (gallica.bnf.fr) (fransk)

| Bog | Spire Denne artikel om bøger og tidsskrifter er en spire som bør udbygges. Du er velkommen til at hjælpe Wikipedia ved at udvide den. |